# .mr
.mr és el domini de primer nivell territorial (ccTLD) de Mauritània. Cal un contacte local per registrar-hi un domini. Els registres es fan directament al segon nivell, però existeix un segon nivell .gov.mr on es troben els webs del govern.